# 2565 Grögler
2565 Grögler este un asteroid din centura principală, descoperit pe 12 octombrie 1977, de Paul Wild.